# Zijmorene

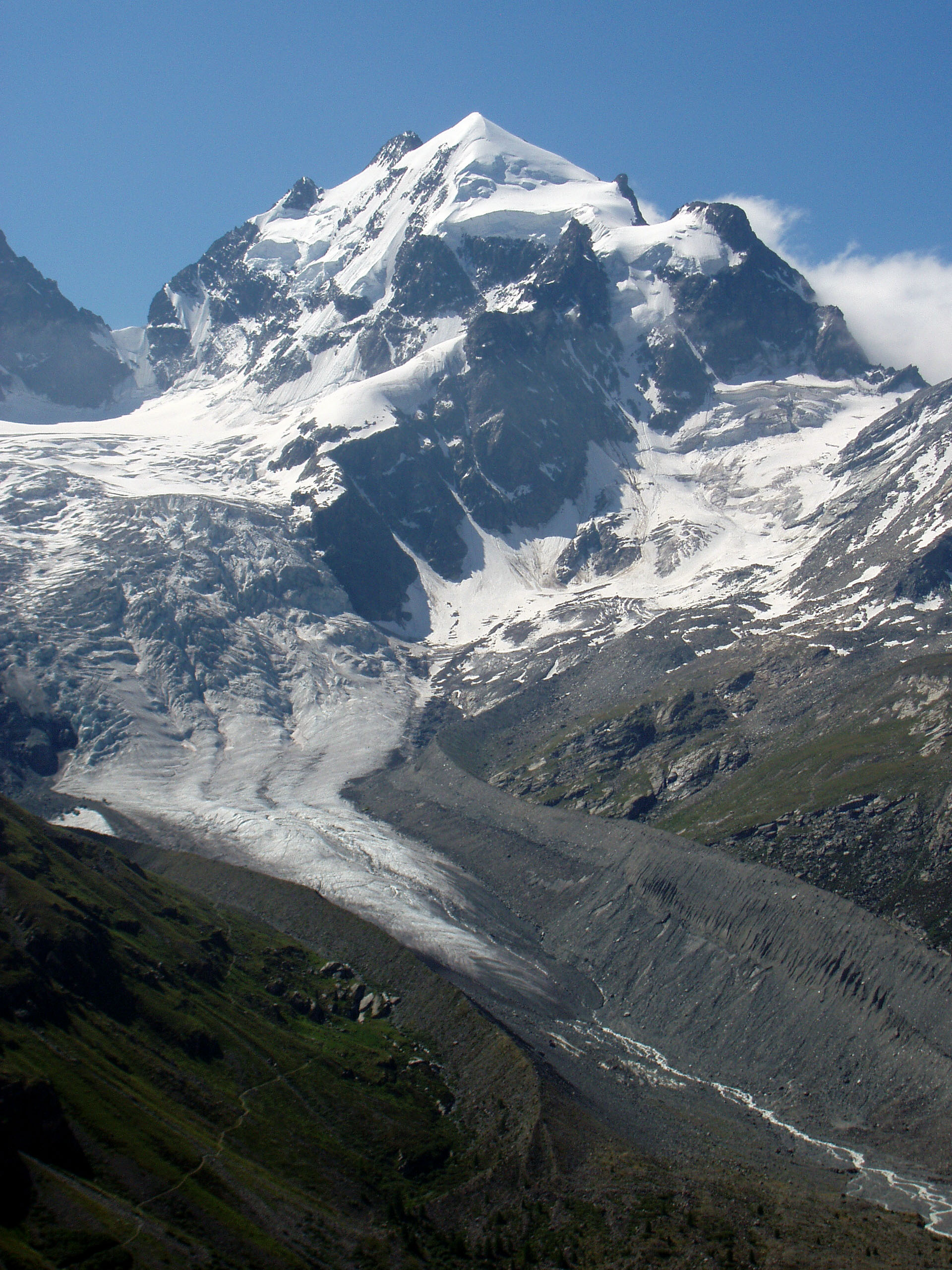
Een zijmorene bij de Tschierva-gletsjers in Engadin.

Een zijmorene is de benaming voor de puinmassa's die door een gletsjer aan zijn zijkanten worden afgezet. Aan de hand van hun hoogte kan de kracht van de opvriezing worden geherconstrueerd. In de meer recente geomorfologie wordt het begrip niet meer gebruikt, aangezien bewezen is dat het onderscheid tussen zijmorenen en eindmorenen niet zinvol is. Er wordt alleen nog van eindmorenen gesproken wanneer sprake is van homogene ontwikkeling van de samenstelling en structuur.
Het begrip zijmorene wordt alleen nog gebruikt voor nog niet afgezette, maar sterk gevormde resten van gesteenten die zich uitspreiden over heuvelruggen langs de huidige gletsjers in het hooggebergte en de locaties van de gletsjers in de ijstijden, waar thans geomorfologische verschijnselen in de uitlopers van de gebergten zichtbaar zijn - vaak ook achtergebleven zijmorenen.